# Zdeněk Volný
Zdeněk Volný (* 21. ledna 1946, Praha) je český spisovatel (především science fiction) a překladatel.

## Život
V letech 1964–1967 studoval obor chemie na Přírodovědecké fakultě a v letech 1968–1973 obor tisk a rozhlas na tehdejší Fakultě sociálních věd a publicistiky resp. Fakultě žurnalistiky Univerzity Karlovy. V letech 1974–1977 byl redaktorem časopisu Tvorba a v letech 1977–1987 šéfredaktorem revue Světová literatura (kdy k nám uvedl řadu zajímavých, tehdy zcela neznámých amerických a kanadských anglofonních básníků). V letech 1987–1992 měl svobodné povolání, v letech 1992–2003 působil jako ředitel nakladatelství Bonus Press (od roku 1993 Baronet) a od roku 2003 má opět svobodné povolání.
Do literatury vstoupil na počátku osmdesátých let 20. století jednak jako autor novel ze současnosti (Den neposkvrněného srdce a Pátá roční doba), jednak jako autor sbírek sci-fi povídek (Neděle na prodej, Zlatá past plná času). Dnes patří k ústředním postavám české science fiction.

## Dílo

### Vlastní knihy
- Den neposkvrněného srdce, Československý spisovatel, Praha 1980, novela ze současnosti,
- Neděle na prodej, Práce, Praha 1980, sbírka sci-fi povídek, znovu 1988,
- Pátá roční doba, Československý spisovatel, Praha 1982, novela ze současnosti,
- Zlatá past plná času, Práce, Praha 1983, sbírka sci-fi povídek,
- Brána k věčnosti, Československý spisovatel, Praha 1985, sci-fi román,
- Požár u zlatých labutí, Československý spisovatel, Praha 1987, sci-fi román,
- Oko chiméry, Albatros, Praha 1989, první díl sci-fi románové trilogie Helada, znovu Baronet, Praha 1995,
- Ztracený svět dinosaurů, Baronet, Praha 1993, populárně-naučná publikace,
- Dračí dny, Baronet, Praha 1996, druhý díl sci-fi románové trilogie Helada,
- Vesmír je lotosový květ, Baronet, Praha 1996, třetí díl sci-fi románové trilogie Helada,
- Dívka z přehrady, Bena, Beroun 1997, společně s Janem Cimickým, psychologická detektivka,
- Toulky minulostí světa, Via Facti, Praha 1999-2008, spoluautor, desetidílá populárně naučná řada, zabývající se dějinami světa,
- Svět úžasný jak kapka jedu, Baronet, Praha 2003, reprezentativní soubor autorových sci-fi povídek,
- Kronika zlatých časů, Via Facti, Praha 2010, soubor povídek.
- Clara, Rockwood and Partner, Praha 2014.

### Antologie
- Hvězdy v trávě, Práce, Praha 1984, výbor z české fantastiky,
- Hledání budoucího času, Práce, Praha 1985, společně s Jaroslavem Veisem, antologie současné světové science fiction,
- Almanach Světové literatury, Odeon, Praha 1986.

### Nejvýznamnější překlady
- Isaac Asimov: Konec věčnosti,
- Arthur C. Clarke: 2010: Druhá vesmírná odysea, 2061: Třetí vesmírná odysea, Setkání s Rámou, Zpěv vzdálené Země, Zpráva o třetí planetě,
- Michael Crichton: Jurský park, Skandální odhalení, Ztracený svět.
- Gene Roddenberry: Star Trek Hrozba z vesmíru, přeložil roku 1993
- Gene DeWeese: Star Trek Enterprise v ohrožení, přeložil v roce 1992